# Dömmaskär (vid Bengtskär, Kimitoön)
Dömmaskär är en ö i Finland. Den ligger i Norra Östersjön och i kommunen Kimitoön i den ekonomiska regionen  Åboland i landskapet Egentliga Finland, i den sydvästra delen av landet. Ön ligger omkring 80 kilometer söder om Åbo och omkring 140 kilometer väster om Helsingfors.
Öns area är 5,2 hektar och dess största längd är 430 meter i nord-sydlig riktning. Ön höjer sig omkring 10 meter över havsytan.

## Historik
Det var hit till Dömmaskär som undersergeant Esko Nurmi tog sin tillflykt under slaget om Bengtskär 26 juli 1941. Nurmi bemannade den luftvärnskanon som stod i ett värn väster om Bengtskärs fyr. Efter att ha skjutit slut på sin ammunition höll Nurmi och Virtanen ut i ytterligare några timmar innan de bestämde sig för att försöka lämna Bengtskär. Efter en simtur på drygt 2 km nådde Nurmi Dömmaskär medan Virtanen blev upplockad på vägen.